# Wilhelm Bogun von Wangenheim
Ludwig Wilhelm Leopold Bogun, seit 1827 Bogun von Wangenheim (eigentlich Bogun genannt von Wangenheim, * 18. März 1797 in Elbing; † 11. Oktober 1865 in Potsdam) war ein preußischer Generalleutnant.

## Leben

### Herkunft
Wilhelm war der Sohn des Elbinger Kaufmanns Gottfried Bogun und dessen Ehefrau Regina Concordia, geborene von Wangenheim, sowie Neffe und Adoptivsohn des Wilhelm Benjamin von Wangenheim († 1871), Hauptmanns a. D. und Postmeisters in Gumbinnen.

### Militärkarriere
Während der Befreiungskriege kam er am 31. Dezember 1813 als Volontär in das III. Bataillon des 3. Ostpreußischen Infanterie-Regiments und kämpfte bei der Belagerung von Danzig. Am 16. November 1814 avancierte er zum Sekondeleutnant mit Patent vom 15. Mai 1814 und schied vier Tage später aus der Armee aus.
Mit der Rückkehr Napoleons kehrte auch er zur Armee zurück, am 20. April 1815 kam er in das 3, Ostpreußische Landwehr-Infanterie-Regiment. Am 6. September 1816 wurde er dem 13. Infanterie-Regiment aggregiert und am 6. Februar 1817 einrangiert. Von 1. Oktober 1817 bis zum 30. Juni 1820 wurde er an die Allgemeine Kriegsschule kommandiert. Nach seiner Rückkehr wurde er am 25. September 1820 in die 4. Pionier-Abteilung der 3. Ingenieur-Brigade versetzt und dort am 10. Januar 1821 einrangiert. Er wurde am 19. März 1821 zum Premierleutnant befördert und zeitgleich zum Adjutanten der 4. Pionier-Abteilung ernannt. Am 30. März 1822 kam er dann zum Fortifikationsdienst in die Festung Köln, von dort wurde er am 6. Juli 1825 in die Festung Jülich versetzt. Am 2. Juni 1827 wurde er unter dem Namen „Bogun genannt von Wangenheim“ und dem Wappen ganz wie das der von Wangenheim, in den preußischen Adelstand erhoben. Üblich war auch der Gebrauch des verkürzten Namens, abweichend von der längeren, im Adelsdiplom festgelegten Form, als „Bogun von Wangenheim“. Er kam am 6. April 1831 als Chef der 1. Kompanie in die 4. Pionier-Abteilung, wo er am 22. Juni 1832 zum Hauptmann befördert wurde. Im Jahr darauf kam er am 27. Juni 1833 als zweiter Adjutant in die Generalinspektion des Ingenieur- und Pionierkorps. Bogun wurde am 26. November 1839 der 3. Ingenieur-Inspektion aggregiert und am 26. März 1841 als Major in die Adjutantur versetzt. Kurz danach wurde er am 18. Oktober 1841 in die Ingenieur-Abteilung des Kriegsministeriums versetzt und war ab Ende März 1842 auch als Mitglied der Prüfungskommission für Hauptleute II. Klasse sowie für Premierleutnants des Ingenieurskorps tätig. Er wurde am 26. Mai 1842 mit der Wahrnehmung der Geschäfte als Vorsteher der Ingenieurabteilung des Kriegsministeriums beauftragt und am 7. September 1843 bestätigt. Am 5. September 1848 wurde er als Vorsteher in die Marineabteilung versetzt.
Unter Beibehalt seiner Stellung wurde Bogun am 17. November 1848 in das Reichskriegsministerium nach Frankfurt am Main versetzt, wo er das Marineministerium leitete. Dort wurde er am 8. Mai 1849 zum Oberstleutnant befördert und am 1. Januar 1850 der provisorischen Bundeskommission zur Verfügung gestellt. Er wurde am 18. Januar 1851 zum Oberst befördert und am 2. Dezember 1853 dem Stab des Ingenieurkorps aggregiert. Am 5. März 1854 folgte seine Versetzung als Inspekteur zur 2. Ingenieur-Inspektion und am 13. Juli 1854 die Beförderung zum Generalmajor. Anlässlich der Krönung von König Wilhelm I. wurde ihm am 18. Oktober 1861 der Rote Adlerorden I. Klasse mit Eichenlaub verliehen. Zur Feier seines 50-jährigen Dienstjubiläums erhielt er am 31. Dezember 1863 den Kronenorden I. Klasse. Wenig später nahm Bogun am 4. Januar 1864 seinen Abschied mit Pension. Er starb im Jahr darauf am 11. Oktober 1865 in Potsdam.

### Familie
Bogun heiratete am 22. April 1829 in Jülich Mathilde von Bülow (1807–1851). Das Paar hatte mehrere Kinder:
- Oskar (1830–1885), preußischer Generalleutnant

⚭ 31. August 1856 Klara Schach von Wittenau (1828–1861), Tochter von Albert Schach von Wittenau
⚭ 02. Oktober 1865 Maria Therese Kehrmann (1841–1918)
- Paul Gustav Wilhelm Ludwig (1834–1857), Sekondeleutnant im 4. Ulanen-Regiment
- Ernst Wilhelm August Hugo (* 1836)
- Eugen Karl Ludwig Maximilian (* 1839)

Nach dem Tod seiner ersten Frau heiratete er am 21. Dezember 1851 in Hildesheim Johanna Palizaeus (1823–1902). Das Paar hatte mehrere Kinder:
- Clemens (* 1853), nach Amerika ausgewandert und dort verheiratet
- Kurt (* 1854)
- Adolf (1857–1884), preußischer Leutnant a. D.
- Gisela (* 1859), Oberin des Forts Spitzberg-Jung Deutschland bei Silberberg